# Astelia waialealae
Astelia waialealae är en enhjärtbladig växtart som beskrevs av Heinrich Wawra. Astelia waialealae ingår i släktet Astelia och familjen Asteliaceae. IUCN kategoriserar arten globalt som akut hotad. Inga underarter finns listade i Catalogue of Life.